# William Ponsonby (1er baron de Mauley)
William Francis Spencer Ponsonby, 1er baron de Mauley (31 juillet 1787 - 16 mai 1855), est un whig anglais et un homme politique libéral qui siège à la Chambre des communes entre 1826 et 1837. Il est élevé à la pairie en 1838. 

## Biographie
Il est le plus jeune enfant de Frederick Ponsonby (3e comte de Bessborough) et de son épouse Henrietta Ponsonby, comtesse de Bessborough. 
Il est élu député de Poole en 1826 et occupe ce siège jusqu'en 1831, année où il le perd lors d'une élection partielle face à Anthony Ashley-Cooper (7e comte de Shaftesbury). Il est alors député de Knaresborough entre juin et décembre 1832. Aux élections générales de 1832 au Royaume-Uni, il est élu député de Dorset et occupe ce siège jusqu'en 1837. En 1838, il est créé baron de Mauley. Alors député de Poole, Ponsonby et Benjamin Lester ouvrent la première bibliothèque publique de Poole en 1830. 
Lorsque le mariage de sa sœur, Caroline Lamb avec William Lamb, 2e vicomte de Melbourne, commence à se rompre, il soutient fermement Caroline. Malheureusement, il n'est pas connu pour son tact ou son intelligence - la comtesse Cowper, la sœur de Melbourne, Emily Lamb, le décrit comme universellement considéré comme "un âne et un jackanapes". Ponsonby rappelle à Melbourne que la famille Lamb est socialement parvenue et que sa sœur s'est mariée en dessous de son rang. Bien que vraisemblablement vrais, ces remarques sont si imprudentes que Melbourne rompt toute relation avec lui . 

## Famille
Le 8 août 1814, il épouse Barbara Ashley-Cooper (fille d'Anthony Ashley-Cooper (5e comte de Shaftesbury) et cohéritière de la baronnie médiévale de Mauley, 1789-1844). Ils ont trois enfants: 
- Charles Ponsonby (2e baron de Mauley) (1815-1896)
- Frances Anne Georgiana (1817-1910), qui épouse George Kinnaird (9e Lord Kinnaird).
- Ashley Ponsonby (en) (1831-1898)